# Kappov puč
Kappov puč je bil poskus strmoglavljenja weimarske republike in obnovitve nemške monarhije v dneh 13.–17. marca 1920 v Berlinu.
General Walther von Lüttwitz, poveljnik prostovoljnih oddelkov na vzhodu Nemčije, se je uprl ukazu weimarske vlade, s katerim je ta začela postopno zmanjševati nemške oborožene sile. Z maršem na Berlin je zavzel glavno mesto. Desničarski politik Wolfgang Kapp, s katerim sta zasnovala udar, se je imenoval za novega kanclerja. Vendar je bil udar slabo pripravljen. Ljudje, siti vojne, niso hoteli sodelovati. Berlinski delavci so pripravili splošno stavko, državni uradniki pa so Kappu odrekli poslušnost. Tudi del vojske, ki je sprva sodeloval, se je umaknil. Puč je trajal le pet dni.

## Uvod
Weimarska republika je imela leta 1919 pod orožjem okrog 250.000 mož, organiziranih v kakih 120 prostovoljnih odredov (Freikorps). Nekateri so se še po vojni bojevali na vzhodu proti sovjetski Rdeči armadi, kar so zahodni zavezniki tolerirali. Z zavzetjem latvijske Rige v maju 1919 pa so svojo nalogo opravili; odpoklic, ki je sledil, so vojaki vzeli resno šele, ko jim je bila prekinjena oskrba. Razočarani nad vlado so se povezali v Nacionalno združenje, ki je nasledilo Nemško domovinsko stranko iz prve svetovne vojne, kateri sta dajala ton Wofgang Kapp, glavni direktor vzhodno-pruske deželne uprave, in hauptman Waldemar Pabst.
10. januarja 1920 je stopilo v veljavo določilo versajske pogodbe, da mora Nemčija zmanjšati oborožene sile na 100.000 vojakov, kar je pomenilo veliko odpuščanja. Vlada je z razgradnjo vojske odlašala, saj jo je potrebovala ob stalnih socialnih nemirih in zaradi nerešenih mej na vzhodu, kjer se je pripravljal plebiscit. Vendar se koncem februarja obrambni minister Gustav Noske zahtevam zmagovalcev ni mogel več izmikati in je 29. februarja 1920 odpustil prvih 5.000 mož pomorske brigade Hermanna Ehrhardta in pomorske brigade Wilfrieda von Loewenfelda; to so bile elitne enote, predvidene za obrambo za primer, če bi se poljsko-sovjetska vojna razširila na ozemlje Nemčije.
Že v začetku marca je general von Lüttwitz, poveljnik 1. poveljstva oboroženih sil, nakazal možnost puča, ko je opozoril vodilne opozicijske politike (ki so imeli stališča, podobna njegovim) na politične zahteve vojske: nove volitve v parlament in direktne volitve predsednika države. A predlog v weimarskem parlamentu ni dobil podpore. Zato je general von Lüttwitz 10. marca zahteval od predsednika republike Friedricha Eberta, naj umakne ukaz o razpustitvi enot in ponovil politične zahteve. Ebert je ultimat odklonil in predlagal generalu, naj odstopi. Naslednji dan je obrambni minister Noske generala suspendiral.

## Državni udar
V noči od 12. na 13. marc 1920 je Ehrhardtova brigada začela v Döberitzu marš poroti Berlinu. Mnogi vojaki so si narisali na čelado bel kljukast križ kot znak, da gre za ljudsko gibanje. Dogajanje se je odvijalo oklevaje, tako da je imela weimarska vlada čas pobegniti najprej v Dresden, ko pa se je tamkajšnji poveljnik opredelil za pučiste, naprej v Stuttgart. Kapp je postal novi kancler. Nekateri vplivni ljudje so se opredelili za pučiste, a več jih je bilo proti njim. Vojska 1. poveljstva (vzhodna Nemčija) je sprva sledila ukazom svojega poveljnika generala von Lüttwitza, vojska 2. poveljstva (zahod) pa je čakala, podobno vodstvo vojske v Berlinu.
Dopoldne 13. marca je vodja tiskovnega urada weimarske vlade Ulrich Rauscher pozval k splošni stavki v imenu predsednika države, vodstva socialdemokratske stranke in njenih ministrov (najverjetneje brez pristanka večine med njimi). Kasneje so se pozivu pridružili tudi nemški sindikati in naslednji dan komunistična partija. S pučisti je bila solidarna tudi nacionalna ljudska stranka, vendar je pozvala k čimprejšnji normalizaciji razmer. Na poziv se je odzvala večina delavcev in uradnikov. Tudi upravne službe ministrstev niso hotele sodelovati s pučisti. Stavka, največja v Nemčiji, je omrtvila preskrbo in spravila pučiste v brezizhoden položaj.
17. marca je Kapp pobegnil na Švedsko. Von Lüttwitz je prevzel vlado kot vojaški diktator in nameraval urejati zadeve z vojsko. Še istega dne pa je prišlo do pogajanj med njim in predstavniki strank, ki so mu obljubili dolgoročno izpolnitev zahtev v zameno za nekrvavo končanje puča. Pogajali so se brez pristanka weimarske vlade v Stuttgartu, ki je pogajanja vztrajno zavračala. Ker je von Lüttwitz vse bolj izgubljal tudi podporo vojske, je pristal na pogoje in kot kancler odstopil. Z njim je vladni kabinet zapustil tudi njegov svetovalec in podpornik general Erich Ludendorff, ki je imel v prvi svetovni vojni visok vojaški položaj (in se je kasneje, leta 1923, udeležil Hitlerjevega puča).
Udar je trajal vsega pet dni. Bil je slabo pripravljen in prenagljen. Voditelji niso imeli enotnih ciljev, niso imeli pripravljene niti liste novih ministrov. Ljudje pa so bili siti vojne in so si želeli miru.

## Potem
S koncem udara kriza ni bila končana. V Porurju se je za boljše socialne razmere bojevala porurska Rdeča armada, ki jo je podpirala tudi neodvisna socialdemokratska stranka. Vstaje so izbruhnile tudi v Turingiji in na Saškem. Za daljnosežne strukturne reforme so se zavzemali berlinski sindikati; z grožnjo nadaljevanja stavke so zahtevali razlastitev velikih posestnikov, boljše socialne razmere, odstop vlade in vstop sindikatov v vlado. Predsednik države, socialdemokrat Friedrich Ebert, je bil mišljenja, da je oblikovanje vladnega kabineta v njegovi pristojnosti. Za novega državnega kanclerja je imenoval Hermanna Müllerja in za novega glavnega poveljnika vojske Hansa von Seeckta.
Vlada se je ponovno oprla na prostovoljne enote (ki so si s tem za nekaj časa podaljšale obstoj) in z njimi krvavo zadušila upor v Porurju. Po porazu porurske Rdeče armade so socialni nemiri po vsej državi ohromeli. Na volitvah v državni parlament 6. junija 1920 je weimarska koalicija (socialdemokrati, center, demokrati) izgubila absolutno večino. Novi kancler Constantin Fehrenbach je sestavil manjšinsko meščansko vlado.
2. avgusta 1920 je bila za pučiste sprejeta amnestija, če niso delovali grobo ali sebi v korist. Izjema so bili organizatorji in vodje. Enako so bili obravnavani levi uporniki. V postopku na vojaškem sodišču je bilo odpuščenih 48 oficirjev, večina postopkov je bilo ustavljenih ali so se končali oprostilno.
Mnogi voditelji udara so se zatekli na Bavarsko, kjer je 16. marca 1920 prevzel vlado monarhist Gustav Kahr. Vključili so se v desno usmerjena združenja in vojaške enote. Hermann Ehrhardt je v Münchnu ustanovil organizacijo Consul, kot nekakšno naslednico svoje mornariške brigade. Organizacija je bila kasneje odgovorna za mnoge politično motivirane umore republikanskih politikov.
21. decembra 1921 je državno sodišče na minimalne kazni obsodilo notranjega ministra v Kappovi vladi (Traugott von Jagow) in dva njegova sodelavca. To so bile tudi edine obsodbe po Kappovem puču. Sam Kapp se je aprila 1922, smrtno bolan, predal oblastem in umrl v preiskovalnem zaporu.